# Irene Dick
Irene Dick (Willemstad, 1949. november 28. –) curaçao-i politikus. A Sovereign People (magyarul: Szuverén Emberek) nevű párt tagja. 2013. december 23. és 2016. december 23. között az Oktatás, Tudomány, Kultúra és Sport minisztere.

## Fordítás
- Ez a szócikk részben vagy egészben  az   Irene Dick című angol Wikipédia-szócikk ezen változatának fordításán alapul.  Az eredeti cikk szerkesztőit annak laptörténete sorolja fel. Ez a jelzés csupán a megfogalmazás eredetét és a szerzői jogokat jelzi, nem szolgál a cikkben szereplő információk forrásmegjelöléseként.